# مونچگورسک
شهر مونچگورسک (به روسی: Мончегорск) در کشور روسیه و در اوبلاست مورمانسک واقع شده‌است.